# Alfred Newman

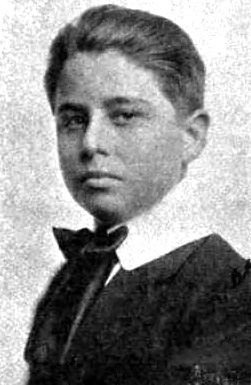
Alfred Newman mit 13 Jahren

Alfred Newman (* 17. März 1900 in New Haven, Connecticut; † 17. Februar 1970 in Hollywood) war ein US-amerikanischer Komponist. Er zählte zu den einflussreichsten Persönlichkeiten der amerikanischen Filmmusik und arbeitete hauptsächlich als Filmkomponist und Dirigent – sowie als einflussreicher Musikdirektor bei 20th Century Fox. Newman gewann insgesamt neun Oscars für seine Filmkompositionen.

## Leben und Werk
Newman zeigte schon als Kind Talent zum Klavierspiel. Er stammte aus einer armen russisch-jüdischen Familie und hatte neun Geschwister (u. a. Emil und Lionel Newman, ebenfalls Komponisten, sowie den Mediziner Irving Newman), doch Hilfe von verschiedenen Seiten machte es möglich, dass sein Talent kontinuierlich gefördert wurde. In einem Broadway-Kino wurde er als Wunderkind am Klavier präsentiert. Das meiste lernte er von dem polnischen Komponisten und Pianisten Sigismond Stojowski. Durch seine Lehren gewann er zweimal in Folge einen Musikwettbewerb.
Seine berufliche Laufbahn begann er als Musical-Dirigent. 1930 ging er von New York City nach Hollywood, um die Musik zu einem Film zu leiten und blieb auf Zureden des Produzenten Samuel Goldwyn. Zwanzig Jahre lang wirkte er bei 20th Century Fox als Chef der Musikabteilung und prägte dank seines großen Einflusses die musik-ästhetische Gestaltung der Filme dieses Studios. Etliche große Komponisten wie Bernard Herrmann, Hugo Friedhofer, Alex North oder David Raksin verdankten ihm immer wieder neue Aufträge. Newman experimentierte auch bereits in den Vierzigern mit neuen Aufnahmetechniken und nahm für das Mercury-Label mehrere Schallplatten auf, die damals als klangtechnische Referenzen galten.
Newmans Tätigkeiten als Manager und Dirigent liefen zu seiner Arbeit als Komponist immer parallel. Ab 1960 bis zu seinem Tod 1970 war er freischaffend tätig. In über 40 Jahren hat Newman mehr als 250 Filme mit Musik versehen. Bei 45 Nominierungen hat er neun Oscars gewonnen, davon nur einen für eigene Kompositionen, acht für zusammengestellte und bearbeitete Soundtracks.
Die bekannteste Komposition Newmans ist die Fanfare von 20th Century Fox, die bis heute zu Beginn von jedem Film des Studios gespielt wird. Als seine bedeutendsten Filmmusiken gelten Sturmhöhe, Das Lied von Bernadette, Das Gewand, Das war der Wilde Westen, Die größte Geschichte aller Zeiten und Airport.
Im Jahr 1939 stand er im Film Musik fürs Leben (They Shall Have Music), mit dessen Musik Newman 1940 zum Oscar nominiert wurde, auch vor der Kamera. Er spielt einen leicht weltfremden, herzensguten Musikschulleiter und Dirigenten, der sich der musikalischen Bildung ärmerer Kinder verschrieben hat. Seine wirtschaftlich hoffnungslose Lage wird am Ende durch ein Konzert mit dem Violinisten Jascha Heifetz und dessen finanzielle Unterstützung abgesichert.
Alfreds Söhne Thomas Newman und David Newman sind selbst zu sehr gefragten Filmmusikkomponisten aufgestiegen. Sein Neffe Randy Newman betätigt sich seit Jahrzehnten gleichermaßen als Sänger/Songwriter und als Komponist für Film- und Fernsehproduktionen.
Die Comicfigur Alfred E. Neumann aus dem MAD-Magazin soll nach Alfred Newman benannt worden sein.

## Filmografie (Auswahl)
- 1931: Corsair
- 1931: Street Scene
- 1931: Arrowsmith
- 1931: Indiscreet
- 1932: Rain
- 1932: Filmverrückt (Movie Crazy)
- 1932: Mr. Robinson Crusoe
- 1932: Arsene Lupin, der König der Diebe (Arsene Lupin)
- 1932: Teufelsflieger (Sky Devils)
- 1932: Der falsche Torero (The Kid from Spain)
- 1933: Secrets
- 1934: Alles liebt, alles lügt (The Affairs of Cellini)
- 1934: Das leuchtende Ziel (One Night of Love)
- 1934: Die Rothschilds (The House of Rothschild)
- 1934: Bulldog Drummond schlägt zurück (Bulldog Drummond Strikes Back)
- 1934: Das Rätsel von Monte Christo (The Count of Monte Cristo)
- 1934: Zirkus Barnum (The Mighty Barnum)
- 1935: Goldfieber in Alaska (The Call of the Wild)
- 1935: Der Weg im Dunkel (The Dark Angel)
- 1935: San Francisco im Goldfieber (Barbary Coast)
- 1935: Broadway-Melodie 1936 (Broadway Melody of 1936)
- 1935: Kampf um Indien (Clive of India)
- 1935: Die Elenden (Les Misérables)
- 1935: Metropolitan
- 1935: Folies Bergère de Paris (ungenannt)
- 1936: Zeit der Liebe, Zeit des Abschieds (Dodsworth)
- 1936: Nimm, was du kriegen kannst (Come and Get It)
- 1936: Infame Lügen (These Three)
- 1936: Geliebter Rebell (Beloved Enemy)
- 1936: Tanzende Piraten (Dancing Pirate)
- 1937: Rekrut Willie Winkie (Wee Willie Winkie)
- 1937: … dann kam der Orkan (The Hurricane)
- 1937: Stella Dallas
- 1937: … und ewig siegt die Liebe (History is Made at Night)
- 1937: Der Gefangene von Zenda (The Prisoner of Zenda)
- 1938: Die Abenteuer des Marco Polo (The Adventures of Marco Polo) (musikalischer Leiter)
- 1938: The Goldwyn Follies (als musikalischer Direktor)
- 1939: Der junge Mr. Lincoln (Young Mr. Lincoln)
- 1939: Aufstand in Sidi Hakim (Gunga Din)
- 1939: Drei Fremdenlegionäre (Beau Geste)
- 1939: Musik fürs Leben (They Shall Have Music)
- 1939: Sturmhöhe (Wuthering Heights)
- 1939: Nacht über Indien (The Rains Came)
- 1939: Verrat im Dschungel (The Real Glory)
- 1939: Der Glöckner von Notre Dame (The Hunchback of Notre Dame)
- 1939: Trommeln am Mohawk (Drums Along the Mohawk)
- 1940: The Blue Bird
- 1940: Früchte des Zorns (The Grapes of Wrath)
- 1940: Lillian Russell
- 1940: Mord (Foreign Correspondent)
- 1940: Im Zeichen des Zorro (The Mark Of Zorro)
- 1941: Menschenjagd
- 1941: So grün war mein Tal (How Green Was My Valley)
- 1941: König der Toreros (Blood and Sand)
- 1941: Die merkwürdige Zähmung der Gangsterbraut Sugarpuss (Ball of Fire)
- 1942: Roxie Hart
- 1942: To the Shores of Tripoli
- 1942: Abenteuer in der Südsee (Son of Fury: The Story of Benjamin Blake)
- 1942: Die Königin vom Broadway (My Gal Sal)
- 1942: 10 Leutnants von West-Point (Ten Gentlemen from West Point)
- 1942: Orchestra Wives
- 1942: Der Seeräuber (The Black Swan)
- 1942: Schlacht um Midway (The Battle of Midway)
- 1942: The Pied Piper
- 1943: Ein himmlischer Sünder (Heaven Can Wait)
- 1943: Das Lied von Bernadette (The Song of Bernadette)
- 1943: The Gang’s All Here
- 1944: Wilson
- 1944: Schlüssel zum Himmelreich (The Keys of the Kingdom)
- 1945: Todsünde (Leave Her To Heaven)
- 1945: Dolly Sisters (The Dolly Sisters)
- 1946: Centennial Summer
- 1946: Weißer Oleander (Dragonwyck)
- 1946: Auf Messers Schneide (The Razor’s Edge)
- 1947: Der Hauptmann von Kastilien (Captain From Castile)
- 1947: Daisy Kenyon
- 1947: Es begann in Schneiders Opernhaus (Mother Wore Tights)
- 1947: Endspurt (The Homestretch)
- 1948: Kennwort 777 (Call Northside 777)
- 1948: Schrei der Großstadt (Cry of the City)
- 1948: Die Ungetreue (Unfaithfully Yours)
- 1948: Herrin der toten Stadt (Yellow Sky)
- 1948: When My Baby Smiles at Me
- 1948: Die Schlangengrube (The Snake Pit)
- 1948: Rache ohne Gnade (Fury at Furnace Creek)
- 1948: Eine Dachkammer für zwei (Apartment for Peggy)
- 1949: In den Klauen des Borgia (Prince of Foxes)
- 1949: Ein Brief an drei Frauen (A Letter To Three Wives)
- 1949: Pinky
- 1949: Dancing in the Dark
- 1949: Der Kommandeur (Twelve O’Clock High)
- 1949: Der Liebesprofessor (Mother Is a Freshman)
- 1949: Seemannslos (Down to the Sea in Ships)
- 1949: Wenn meine Frau das wüßte (Everybody Does It)
- 1949: Mr. Belvedere kann alles besser (Mr. Belvedere Goes to College)
- 1949: Der Schlagerkönig (Oh, You Beautiful Doll)
- 1949: Lady Windermeres Fächer (The Fan)
- 1950: Alles über Eva (All About Eve)
- 1950: Der Haß ist blind (No Way Out)
- 1950: So ein Pechvogel (When Willie Comes Marching Home)
- 1950: Unter Geheimbefehl (Panic in the Streets)
- 1950: Vorposten in Wildwest (Two Flags West)
- 1950: Stella
- 1951: An der Riviera (On the Rivera)
- 1951: Cornelia tut das nicht (Elopement)
- 1951: David und Bathseba (David And Bathsheba)
- 1951: People Will Talk
- 1952: Fünf Perlen (O. Henry’s Full House)
- 1952: Gesetz der Peitsche (Kangaroo)
- 1952: Liebe, Pauken und Trompeten (Stars and Stripes Forever)
- 1952: Der rote Reiter (Pony Soldier)
- 1953: Madame macht Geschichte(n) (Call Me Madam)
- 1953: Durch die gelbe Hölle (Destination Gobi)
- 1953: Gefährtin seines Lebens (The President’s Lady)
- 1953: Das Gewand (The Robe)
- 1954: Inferno (Hell and High Water)
- 1954: Sinuhe der Ägypter (The Egyptian)
- 1955: Ein Mann namens Peter (A Man called Peter)
- 1955: Das verflixte 7. Jahr (The Seven Year Itch)
- 1955: Alle Herrlichkeit auf Erden (Love Is a Many-Splendored Thing)
- 1956: Anastasia
- 1957: Junges Glück im April (April Love)
- 1958: Ein gewisses Lächeln (A Certain Smile)
- 1959: Das Tagebuch der Anne Frank (The Diary of Anne Frank)
- 1959: The Best Of Everything
- 1961: In angenehmer Gesellschaft (The Pleasure of His Company)
- 1961: Mandelaugen und Lotosblüten (Flower Drum Song)
- 1962: Verrat auf Befehl (The Counterfeit Traitor)
- 1962: Das war der Wilde Westen (How The West Was Won)
- 1965: Die größte Geschichte aller Zeiten (The Greatest Story Ever Told)
- 1966: Nevada Smith
- 1968: Die fünf Vogelfreien (Firecreek)
- 1970: Airport

## Auszeichnungen
- 1935: Oscar mit Louis Silvers und Victor Schertzinger (Beste Filmmusik) für One Night of Love
- 1938: Oscarnominierung (Beste originale Filmmusik) für … dann kam der Orkan
- 1938: Oscarnominierung (Beste originale Filmmusik) für Der Gefangene von Zenda
- 1939: Oscarnominierung (Beste originale Filmmusik) für Mein Mann, der Cowboy
- 1939: Oscarnominierung (Beste adaptierte Filmmusik) für The Goldwyn Follies
- 1939: Oscar (Beste adaptierte Filmmusik) für Alexander’s Ragtime Band
- 1940: Oscarnominierung (Beste originale Filmmusik) für The Rains Came
- 1940: Oscarnominierung (Beste originale Filmmusik) für Sturmhöhe
- 1940: Oscarnominierung (Beste adaptierte Filmmusik) für Der Glöckner von Notre Dame
- 1940: Oscarnominierung (Beste adaptierte Filmmusik) für They Shall Have Music
- 1941: Oscarnominierung (Beste originale Filmmusik) für Im Zeichen des Zorro
- 1941: Oscar (Beste adaptierte Filmmusik) für Tin Pan Alley
- 1942: Oscarnominierung (Beste Filmmusik – Drama) für Die merkwürdige Zähmung der Gangsterbraut Sugarpuss
- 1942: Oscarnominierung (Beste Filmmusik – Drama) für Schlagende Wetter
- 1943: Oscarnominierung (Beste Filmmusik – Drama/Komödie) für Der Seeräuber
- 1943: Oscarnominierung (Bestes Musical) für My Gal Sal
- 1944: Oscar (Beste Filmmusik – Drama/Komödie) für Das Lied von Bernadette
- 1944: Oscarnominierung (Bestes Musical) für Coney Island
- 1945: Oscarnominierung (Bestes Musical) für Irish Eyes Are Smiling
- 1946: Oscarnominierung (Beste Filmmusik – Drama/Komödie) für The Keys of the Kingdom
- 1946: Oscarnominierung (Bestes Musical) für Jahrmarkt der Liebe (zusammen mit Charles Henderson)
- 1947: Oscarnominierung (Bestes Musical) für Centennial Summer
- 1948: Oscarnominierung (Beste Filmmusik – Drama/Komödie) für Captain from Castile
- 1948: Oscar (Bestes Musical) für Mother Wore Tights
- 1949: Oscarnominierung (Beste Filmmusik – Drama/Komödie) für Die Schlangengrube
- 1949: Oscarnominierung (Bestes Musical) für When My Baby Smiles at Me
- 1950: Oscarnominierung (Bester Song Through a Long and Sleepless Night) aus dem Film Neptuns Tochter
- 1951: Oscarnominierung (Beste Filmmusik – Drama/Komödie) für Alles über Eva
- 1952: Oscarnominierung (Beste Filmmusik – Drama/Komödie) für David und Bathseba
- 1952: Oscarnominierung (Bestes Musical) für On the Riviera
- 1953: Oscar (Bestes Musical) für With a Song in My Heart
- 1954: Oscar (Bestes Musical) für Madame macht Geschichte(n) (Call Me Madam)
- 1955: Oscarnominierung mit Lionel Newman (Bestes Musical) für Rhythmus im Blut
- 1961: Oscarnominierung mit Ken Darby (Bestes Musical) für Mandelaugen und Lotosblüten
- 1962: Oscarnominierung (Beste Filmmusik) für Das war der wilde Westen
- 1971: Grammy (Beste Instrumentalkomposition) für Airport Love Theme

### Musikalische Leitung (Auswahl)
- 1938: Alexander’s Ragtime Band
- 1940: Tin Pan Alley
- 1946: Faustrecht der Prärie (My Darling Clementine)
- 1953: Madame macht Geschichte(n) (Call Me Madam)
- 1954: There’s No Business Like Show Business
- 1956: Carousel
- 1956: Der König und ich (The King And I)
- 1958: South Pacific
- 1967: Camelot – Am Hofe König Arthurs (Camelot)